# Торопов, Анатолий Михайлович
Анатолий Михайлович То́ропов (14 июня 1928, Пятигорск — 25 июля 2019) — советский и российский актёр театра и кино, Народный артист Российской Федерации (1999).

## Биография
Анатолий Торопов родился 14 июня 1928 года в Пятигорске (ныне Ставропольский край). В 1952 году окончил Высшее театральное училище им. М.С.Щепкина и был принят в труппу Малого театра.
Помимо работы в театре и съёмках в кино выступал с чтецкими программами, подготовил три программы, включающие рассказы А. П. Чехова. На протяжении многих лет был членом общества «Знание» и Общества книголюбов.
Анатолий Михайлович Торопов ушёл из жизни 25 июля 2019 года. Похоронен на Троекуровском кладбище [nation-news.ru/463634-pokhorony-anatoliya-toropova-proidut-na-troekurovskom-kladbishe-v-moskve].

## Награды и звания
- Орден Дружбы (3 сентября 2006) — за большой вклад в развитие отечественного театрального искусства и многолетнюю плодотворную деятельность[5][6]
- Орден «Знак Почёта» (4 ноября 1974) — за заслуги в развитии советского театрального искусства и в связи со 150-летием со дня основания Малого театра[7][2]
- Народный артист Российской Федерации (25 октября 1999) — за большой вклад в развитие отечественной театральной культуры и в связи со 175-летием Государственного академического Малого театра России[1]
- Заслуженный артист РСФСР (10 июля 1965)[2]
- 2-я премия на смотре молодёжи (1953)[2]
- Почётные грамоты Верховных Советов Азербайджанской ССР и Эстонской ССР[2]
- Лауреат конкурса чтецов, посвящённого 175-летию со дня рождения Н. В. Гоголя
- Памятная медаль Росвоенцентра «Патриоты России» (2011) — «за отличие в патриотической деятельности»[8]

## Творчество

### Роли в театре
* Сезон 1952/1953
- - «Без вины виноватые» А. Н. Островского — Лакей у Дудукина (здесь и далее по данным сайта театра[2])
  - «Волки и овцы» А. Н. Островского — Лакей Купавиной
  - «Горе от ума» А. С. Грибоедова — Гость
  - «Великая сила» Б. С. Ромашова — Студент института
  - «Наш современник» К.Паустовского — Мужчина в театре
  - «Северные зори» Н.Никитина — Командир
  - «Тайная война» В.Михайлова и Л.Самойлова — Американский офицер
  - «Дорога свободы» Г.Фаста — 2-й телеграфист
- 1953 — «Живой труп» Л. Н. Толстого — Зритель в суде (ввод)
- 1953 — «Евгения Гранде» О. де Бальзака — Адольф (ввод)
- 1953 — «Иван Грозный» А. Н. Толстого — Скоморох, горожанин (ввод)
- 1953 — «Иначе жить нельзя» А. В. Софронова — Август (ввод)
- 1953 — «Стакан воды» Э.Скриба — Придворный кавалер
- 1953 — «Доходное место» А. Н. Островского — 1-й чиновник (ввод)
- 1953 — «Шакалы» А.Якобсона — Гарри (ввод)
- 1953 — «Стакан воды» Э.Скриба — Офицер (ввод)
- 1954 — «Порт-Артур» А. Н. Степанова и И. Ф. Попова — Офицер (ввод)
- 1954 — «Опасный спутник» А. Д. Салынского — Стёпа (ввод)
- 1954 — «Иван Рыбаков» В. М. Гусева — 1-й юноша
- 1954 — «Волки и овцы» А. Н. Островского — маляр (ввод)
- 1955 — «Ванина Ванини» по Стендалю — Гость на балу (ввод)
- 1955 — «Крылья» А. Е. Корнейчука — Колхозник (ввод)
- 1955 — «Опасный спутник» А. Д. Салынского — Миша (ввод)
- 1955 — «Макбет» Шекспира — Раненый сержант
- 1956 — «Опасный спутник» А. Д. Салынского — Лётчик (ввод)
- 1956 — «Крылья» А. Е. Корнейчука — Каган (ввод)
- 1956 — «Доктор философии» Бранислава Нушича — Милорад
- 1956 — «Живой труп» Л. Н. Толстого — Курьер в суде (ввод)
- 1957 — «Село Степанчиково и его обитатели» по Ф. М. Достоевскому — Видоплясов (ввод)
- 1957 — «Иван Рыбаков» В.Гусева — Кудрин (ввод)
- 1957 — «Когда горит сердце» В.Кина — Майба
- 1957 — «Когда горит сердце» В.Кина — Юхим (ввод)
- 1958 — «Почему улыбались звёзды» А. Е. Корнейчука — Тимофей Шпак (ввод)
- 1958 — «Ярмарка тщеславия» У.Теккерея — Исидор
- 1959 — «Веер леди Уиндермир» О.Уайльда — Пианист, мистер Дамби
- 1959 — «Веер леди Уиндермир» О.Уайльда — Сесиль Грехем (ввод)
- 1960 — «Песня о ветре» А. Л. Вейцлера, А. Н. Мишарина. Режиссёр: В. И. Коршунов — Михаил
- 1960 — «Живой труп» Л. Н. Толстого — Мельников, цыган (ввод)
- 1960 — «Любовь Яровая» К. А. Тренёва — пьяный офицер (ввод)
- 1961 — «Живой труп» Л. Н. Толстого — офицер (ввод)
- 1961 — «Порт-Артур» И.Попова и А.Степанова — Генерал Танака (ввод)
- 1961 — «Иванов» А. П. Чехова — Гость (ввод)
- 1962 — «Коллеги» В. П. Аксёнова и Ю. М. Стабового. Режиссёр: В. И. Коршунов — Карпов
- 1962 — «Крылья» А. Е. Корнейчука — Марченко (ввод)
- 1962 — «Волки и овцы» А. Н. Островского — Мурзавецкий
- 1963 — «Бабьи сплетни» Карло Гольдони — Арлекин
- 1964 — «Главная роль» С. И. Алёшина — Администратор
- 1965 — «Умные вещи» С. Маршака — Подручный хозяина умных вещей
- 1966 — «Человек бросает якорь» И. Касумова. Режиссёр: В. И. Коршунов — Мурад
- 1966 — «Маскарад» М. Ю. Лермонтова — старик (ввод)
- 1966 — «Твой дядя Миша» Г. Мдивани — Семён
- 1967 — «Ревизор» Н. В. Гоголя — Гибнер (ввод)
- 1967 — «Джон Рид» Е. Симонова — Патриччио
- 1967 — «Оптимистическая трагедия» Вс. Вишневского — одессит (ввод)
- 1967 — «Доктор философии» Б. Нушича — Благое (ввод)
- 1967 — «Маскарад» М. Ю. Лермонтова — Шприх (ввод)
- 1968 — «Мои друзья» А. Корнейчука — Гулька (ввод)
- 1969 — «Золотое руно» А. Гуляшки — Парашкевов
- 1970 — «Растеряева улица» по Г. И. Успенскому — Прохор
- 1971 — «Каменный хозяин» Л. Украинки — Сганарель (ввод)
- 1973 — «Пучина» А. Н. Островского — Переярков
- 1973 — «Свадьба Кречинского» А. В. Сухово-Кобылина — Щебнёв (ввод)
- 1974 — «Достигаев и другие» М. Горького — Лесогонов (ввод)
- 1975 — «Касатка» А. Н. Толстого — Желтухин (ввод)
- 1975 — «Вечерний свет» А. Н. Арбузова — Взъерошенный мужчина
- 1976 — «Перед заходом солнца» Г.Гауптмана — Вольфганг (ввод)
- 1976 — «Вечерний свет» А. Н. Арбузова — Шнейдер (ввод)
- 1977 — «Золотые костры» И. Штока — Шкарников (ввод)
- 1977 — «Господа Головлёвы» М. Е. Салтыкова-Щедрина — Павел Владимирович (ввод)
- 1978 — «Любовь Яровая» К. А. Тренёва — Фольгин (ввод)
- 1978 — «Плутни Скапена» Мольера — Аргант (ввод)
- 1978 — «Мамуре» Ж. Сармана — Орас
- 1980 — «Ивушка неплакучая» М. Н. Алексеева — Курдюков (ввод)
- 1981 — «Возвращение на круги своя» И. Друцэ — толстовец (ввод)
- 1981 — «Берег» Ю. В. Бондарева — Алекс (ввод)
- 1981 — «Целина» по книге Л. И. Брежнева — шофёр
- 1983 — «Картина» Д. Гранина — Бадин
- 1983 — «Мой любимый клоун» В. Б. Ливанова — Димдимыч (ввод)
- 1983 — «Дикий Ангел» А. Ф. Коломийца — Крячко (ввод)
- 1983 — «Мамуре» Ж. Сармана — Антуан (ввод)
- 1984 — «Женитьба Бальзаминова» А. Н. Островского — Чебаков (ввод)
- 1984 — «На всякого мудреца довольно простоты» А. Н. Островского — Городулин
- 1985 — «Лес» А. Н. Островского — Счастливцев (ввод)
- 1986 — «Иван» А. Кудрявцева — Гришка (ввод)
- 1986 — «Царь Фёдор Иоаннович» А. К. Толстого — Федюк Старков (ввод)
- 1986 — «Человек, который смеется» В. Гюго — Баркильфедро
- 1987 — «Холопы» П. П. Гнедича — Автоном Крючков
- 1988 — «Сирано де Бержерак» Э. Ростана — Монфлери (ввод)
- 1988 — «Без вины виноватые» А. Н. Островского — Шмага (ввод)
- 1989 — «Вишнёвый сад» А. П. Чехова — начальник станции (ввод)
- 1990 — «Доходное место» А. Н. Островского — Досужев (ввод)
- 1990 — «Недоросль» Д. И. Фонвизина — Цифиркин (ввод)
- 1990 — «Князь Серебряный» А. К. Толстого — Василий Блаженный
- 1992 — «Хищники» А. Ф. Писемского — Кн. Янтарный (ввод)
- 1993 — «Не было ни гроша, да вдруг алтын» А. Н. Островского — Тигрий Львович (ввод)
- 1994 — «Преступная мать, или Второй Тартюф» Бомарше — господин Фаль
- 1995 — «Царь Иоанн Грозный» А. К. Толстого — Гарабурда
- 1995 — «Царь Борис» А. К. Толстого — Гермерс (ввод)
- 1996 — «Горячее сердце» А. Н. Островского — Барин (ввод)
- 1996 — «Волки и овцы» А. Н. Островского — Мурзавецкий (ввод)
- 1996 — «Волки и овцы» А. Н. Островского — Павлин Савельевич (ввод)
- 1998 — «Лес» А. Н. Островского — Бодаев
- 1998 — «Конёк горбунок» П.Ершова — Отец (ввод)
- 1999 — «Воскресение» Л. Н. Толстого — лохматый старик (ввод)
- 1999 — «Коварство и любовь» Ф.Шиллера — Миллер (ввод)
- 1999 — «Король Густав Васа» А.Стриндберга — Ингель Ханссон
- 2000 — «Царь Фёдор Иоаннович» А. К. Толстого — Голубь, отец (ввод)
- 2001 — «Лес» А. Н. Островского — Карп (ввод)
- 2001 — «Лес» А. Н. Островского — Милонов (ввод)
- 2002 — «Корсиканка» Ирижи Губача — Гурго (ввод)
- 2003 — «Старый добрый ансамбль» Ирижи Губача — Бедя
- 2004 — «Горе от ума» А. С. Грибоедова — Князь Тугоуховский (ввод)
- 2004 — «Свадьба, свадьба, свадьба» (по произведениям А. П. Чехова) — Ревунов-Караулов
- 2006 — «Ревизор» Н. В. Гоголя, режиссёр Ю. Соломин — Растаковский

### Фильмография
- 1959 — Хмурый Вангур — Николай Плетнёв
- 1960 — Северная повесть — секундант
- 1963 — Собаки — Сварт
- 1968 — Барсуки — Карасёв
- 1968 — Угрюм-река — Шапошников
- 1972 — Приваловские миллионы — Заплатин
- 1973 — Волки и овцы
- 1974 — Хождение по мукам — Акундин
- 1976 — Ярмарка тщеславия — Исидор
- 1976 — Пучина — Переярков
- 1979 — Мамуре — Орас
- 1988 — Холопы — Автоном
- 1998 — Царь Иоанн Грозный